# Edson Queiroz Filho
Edson Queiroz Filho (Fortaleza, 6 de outubro de 1951 — Fortaleza, 19 de agosto de 2008), foi um político brasileiro. Filho do casal de empresários Edson Queiroz e Yolanda Vidal Queiroz, foi formado em engenharia mecânica em 1974 na Universidade Federal do Ceará e dedicou-se aos negócios da família, tornando-se diretor do Grupo Edson Queiroz ao qual pertencem o Sistema Verdes Mares de Comunicação, a Norte Gás Butano e a Água Mineral Indaiá, entre outras empresas.
Em 1992, filiou-se ao PMDB, entretanto foi pelo PP que conquistou um mandato de deputado federal pelo Ceará em 1994. Cunhado e adversário político do então governador Tasso Jereissati teve frustrada sua candidatura a prefeito de Fortaleza pelo PPB em 1996 e renunciou ao mandato em 15 de julho de 1997 alegando razões de foro íntimo sendo substituído por Paulo Lustosa. Faleceu vítima de infarto agudo do miocárdio, em 19 de agosto de 2008.

## Biografia
Edson Queiroz Filho nasceu em 6 de outubro de 1951, em Fortaleza. É o terceiro filho do casal de empresários Edson Queiroz e Yolanda Vidal Queiroz. Aos 14 anos, iniciava seus trabalhos no grupo como operário em uma das fábricas, por orientação do pai. Em 1974, já graduado em engenharia mecânica pela Universidade Federal do Ceará (UFC), Queiroz Filho passou a ser membro do Conselho de Administração do Grupo Edson Queiroz e atuou em diversas das empresas integrantes, como a Indaiá, a Norte Gás Butano, a Esmaltec e o Sistema Verdes Mares. Em 1982, ajudou a dar continuidade às atividades do grupo após a morte de seu pai, junto com sua mãe e o irmão Airton Queiroz.
Em sua atuação política, Queiroz Filho teve passagem pelo PP, sigla pela qual foi eleito deputado federal em 1994, com 60.489 votos. Com a fusão do PP com o PPR, teve origem o PPB, partido onde foi presidente no Ceará e pelo qual concorreu à Prefeitura de Fortaleza em 1996. Alegando razões de foro íntimo, acabou por deixar a candidatura.

## Morte
Queiroz Filho sofria de problemas cardíacos, onde em junho de 1988 foi submetido a uma cirurgia para a colocação de quatro pontes (safena e mamárias). Em 19 de agosto de 2008, passou mal enquanto fazia exercícios numa academia localizada na Avenida Washington Soares e foi levado desmaiado ao Hospital São Mateus, onde já chegou sem vida por volta das 19h55min. Sua morte foi diagnosticada como infarto agudo do miocárdio.

## Vida pessoal
Foi casado com Nélia Maria do Rego Valença Queiroz, com quem teve três filhos: Manoela, Otávio e Marília.